# Petrovice (Bystřice)
Petrovice je část města Bystřice v okrese Benešov. Nachází se na jihozápadě Bystřice. V roce 2009 zde bylo evidováno 11 adres. Petrovice leží v katastrálním území Nesvačily u Bystřice o výměře 7,69 km².

## Gramatika
Název Petrovice je podstatné jméno pomnožné. Správné skloňování je tedy Petrovice bez Petrovic.

## Historie
První písemná zmínka o vesnici pochází z roku 1544.
Za druhé světové války se tehdejší ves stala součástí vojenského cvičiště Zbraní SS Benešov a její obyvatelé se museli 31. prosince 1943 vystěhovat.

## Další fotografie

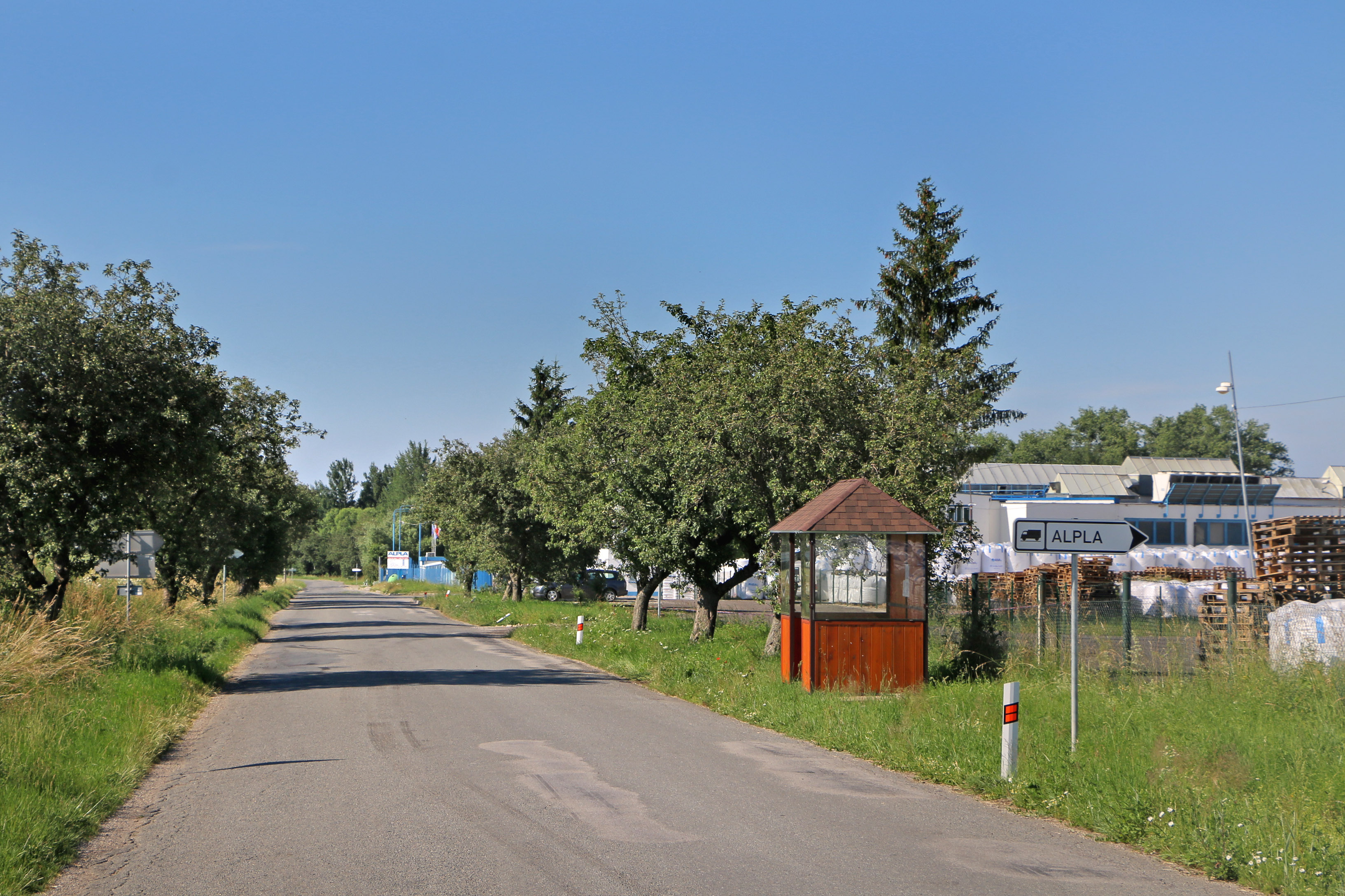
Továrna ALPLA
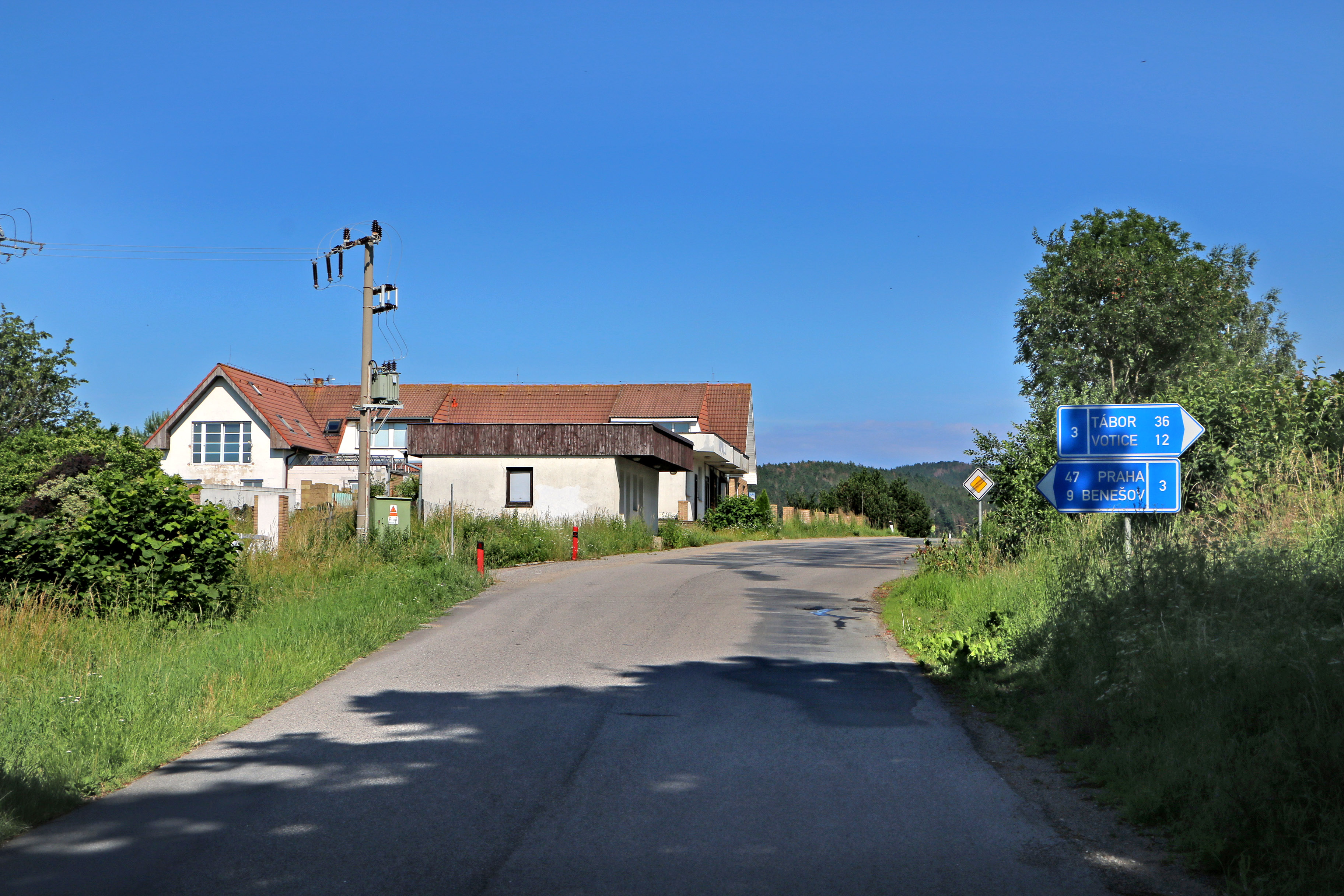
Bývalý motorest
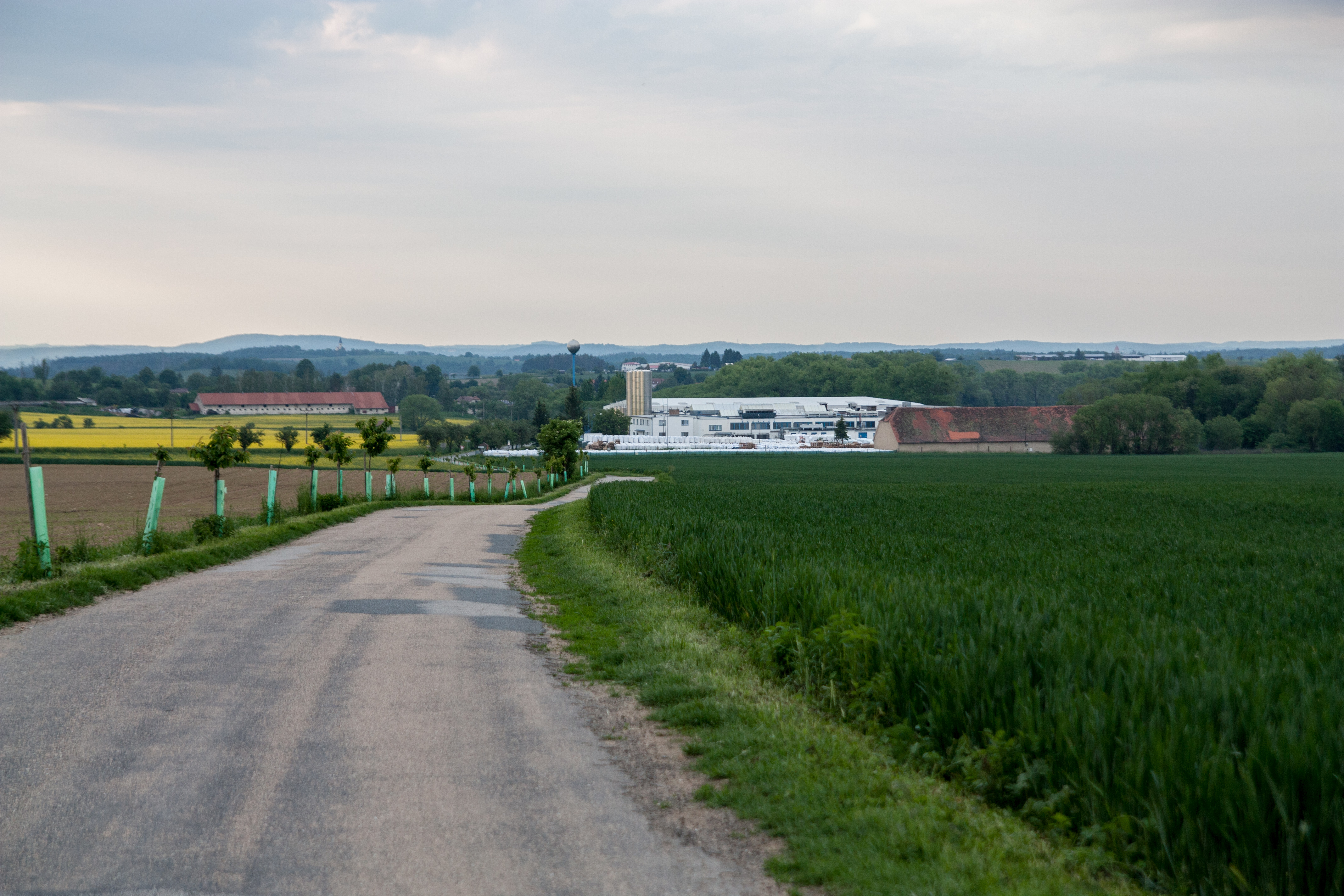
Pohled na Petrovice (2019)
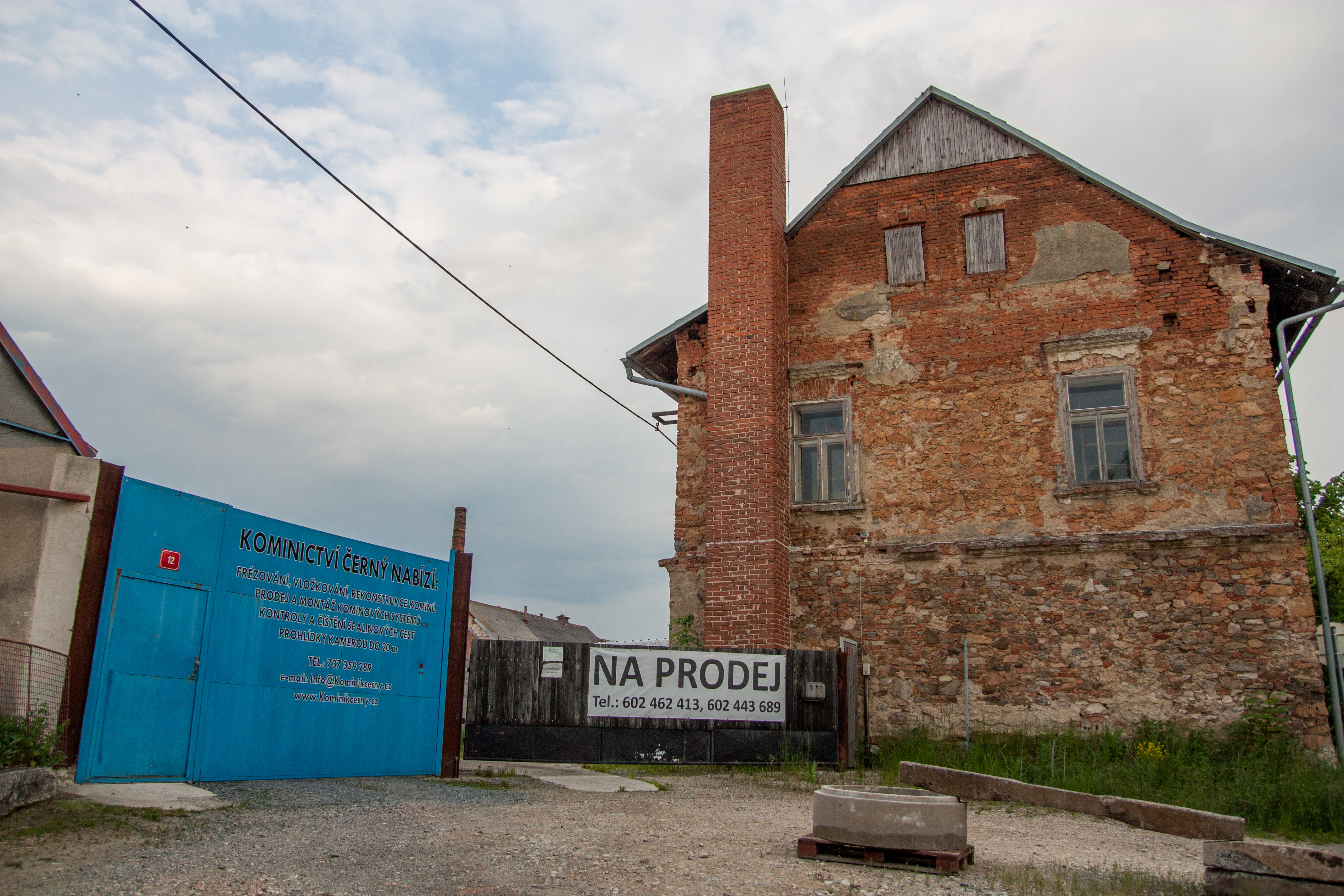
Továrna (2019)